# Kev Adams
Pour les articles homonymes, voir Adams et Smadja.
Kevin Smadja, dit Kev Adams, est un acteur, humoriste, producteur, scénariste et vidéaste web français, né le 1er juillet 1991 à Paris 16e.
En 2009 il est repéré par Elisa Soussan, la productrice d'Anne Roumanoff, qui l'invite à se produire lors de son spectacle à l'Olympia de Paris. Il connaît le succès dans des rôles d'adolescents dans les années 2010, dans la série Soda et dans les films Les Profs (2013), Fiston (2014), Les Profs 2 (2015), Les Nouvelles Aventures d'Aladin (2015) et Alad'2 (2018).
Son premier one-man show, The Young Man Show, a été présenté pour la première fois à Paris en 2009 au théâtre le temple puis au Palais des Glaces avant de faire une tournée en France. Il joue un nouveau spectacle intitulé Voilà, Voilà ! au Bataclan. En 2016, il se produit en duo avec Gad Elmaleh, dans le spectacle Tout est possible.
Afin de célébrer ses 10 ans de carrière Kev Adams offre un spectacle au nom de Sois 10 ans. En 2023, il débute un nouveau spectacle intitulé Miroir.

## Biographie

### Jeunesse et formation
Kevin Smadja naît le 1er juillet 1991 dans le 16e arrondissement de Paris. Sa mère est issue d'une famille juive tunisienne et son père d'une famille algérienne. Ces derniers travaillent respectivement dans la finance et dans l'immobilier. Il a deux frères cadets, Noam et Lirone Smadja.
Il choisit sa voie, à sept ans, lorsqu'il découvre le film Titanic de James Cameron et commence, dès lors, à prendre des cours de théâtre. À l'adolescence, sa famille déménage de Pantin à Neuilly-sur-Seine. S'orientant un temps vers le cinéma après s'être vu offrir, en 2000, un petit rôle dans le film Cours toujours de Dante Desarthe, il passe par la suite de nombreux castings qui ne se révèleront pas concluants. Il commence alors à écrire ses propres Sketchs durant la même année, avec l'aide de ses amis, dans un cahier de cours d'histoire-géographie, qui lui permettent de faire ses tout premiers pas sur les planches de la MJC de Neuilly-sur-Seine, la ville où il réside, avant qu'on ne lui permette de s'attaquer à des scènes ouvertes parisiennes. À l'âge de 14 ans, il est candidat au jeu Attention à la marche ! présenté par Jean-Luc Reichmann sur TF1,.
En 2009, il obtient son baccalauréat littéraire au lycée Pasteur de Neuilly-sur-Seine et s'inscrit en faculté de droit à l'université Paris-Nanterre tout en continuant à se produire sur scène, mais avoue qu'il est « difficile, voire impossible de concilier les deux ».

### Carrière

#### Débuts sur scène et percée télévisuelle  (2009-2014)
En 2009, Kev Adams est figurant dans le film LOL. La même année, avec des textes liés à l'adolescence, il est repéré par Elisa Soussan, productrice d'Anne Roumanoff, qui l'invite lors d'une soirée « carte blanche » à se produire sur la scène de l'Olympia le 27 mars 2009, retransmise sur Paris Première. Le 5 septembre 2009, le grand public découvre l'humoriste dans l'émission de la soirée Rire ensemble contre le racisme retransmise sur France 2. À partir du 1er octobre 2009, il interprète son premier spectacle intitulé The Young Man Show, d'abord à Paris au Théâtre Le Temple et au Palais des Glaces,, avant de se produire en tournée dans toute la France. On lui permet ensuite de faire la première partie du spectacle de Gad Elmaleh au Palais des sports de Paris, en 2010. Sa tournée se termine le 22 juillet 2012 en Suisse, lors du Paléo Festival Nyon. À partir de novembre 2013, il joue un nouveau spectacle le 27 novembre au 31 décembre intitulé Voilà, Voilà !  !.
De septembre 2010 à février 2011, il est candidat régulier de l'émission On n'demande qu'à en rire présentée par Laurent Ruquier, où il gagne en visibilité médiatique. Il quitte volontairement l'émission pour se consacrer au tournage de la série Soda, dont il s'est vu offrir l'un des rôles principaux et où il devient populaire,. Cette série télévisée sur le thème de l'adolescence est diffusée à partir de l'été 2011, sur la chaîne M6,, puis sur W9 en 2012.
En 2011, il crée sa propre société de production myFAMILY fondée avec son manager Elisa Soussan.
Kev Adams se voit proposer plusieurs rôles au cinéma. D'abord, pour doubler des personnages de films d'animation : il est la voix française celle de Ronal dans Ronal le Barbare (2011) de Ted dans Le Lorax (2012), et enfin celle de Guy dans la grosse production DreamWorks, Les Croods (2013).
En 2013, sa carrière cinématographique décolle avec son rôle de Thierry Boulard dans Les Profs. Le film connaît un important succès commercial.
En 2014, il joue dans la comédie Fiston de Pascal Bourdiaux, dont il partage l'affiche avec un autre comédien révélé par une émission de Laurent Ruquier, dix ans plus tôt, Franck Dubosc.

#### Succès au cinéma, sur scène et à la télévision (depuis 2015)

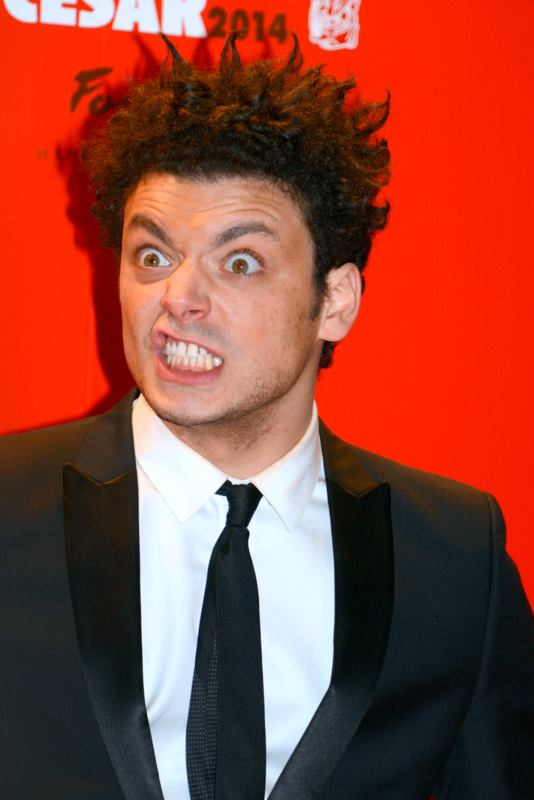
Kev Adams lors de la cérémonie des César de 2014.

L'année 2015 marque un tournant : alors qu'il fait ses adieux à Soda à la télévision, avec un téléfilm de conclusion, Le Rêve américain, il mène les deux plus gros succès commerciaux du cinéma français en cette année. Il en reprend le rôle du lycéen Boulard pour Les Profs 2. Il joue également le rôle-titre de la comédie d'aventures Les Nouvelles Aventures d'Aladin du réalisateur Arthur Benzaquen. Il passe sans succès les castings de Star Wars, épisode VII : Le Réveil de la Force et Terminator Genisys pour des petits rôles. La même année, son spectacle Voilà, voilà, en tournée dans toute la France réunit 500 000 spectateurs et est retransmis en direct sur M6.

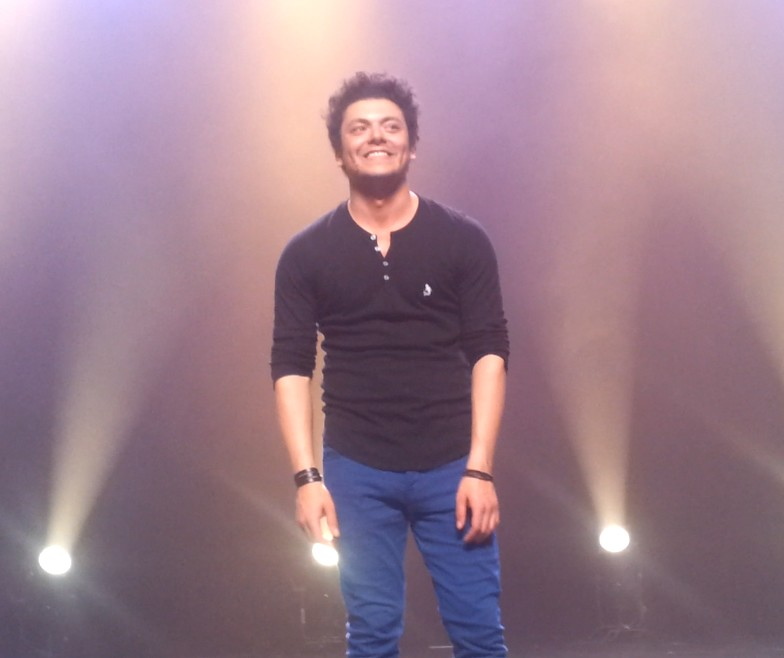
Kev Adams sur scène en 2013.

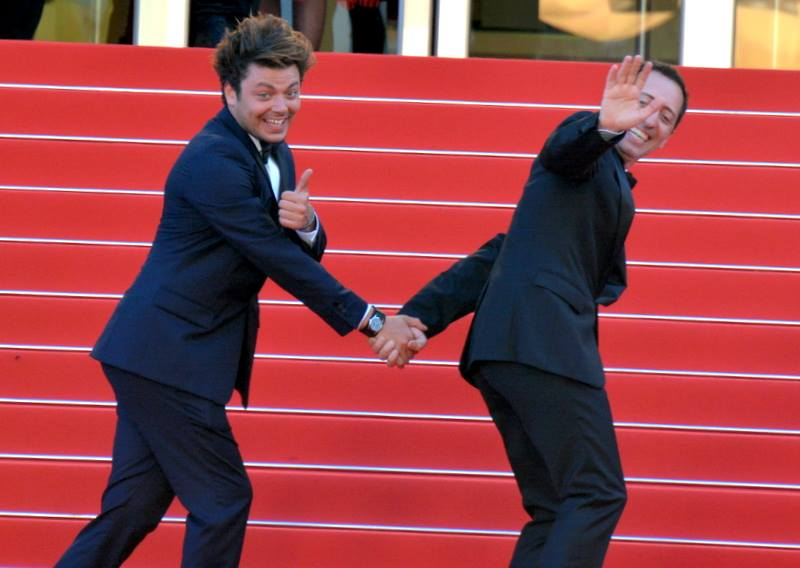
Kev Adams et Gad Elmaleh au festival de Cannes 2016.

En 2016, il s'ouvre à d'autres genres que la comédie avec Amis publics d’Édouard Pluvieux et le drame historique Un sac de billes. En juin de la même année, il double l'un des protagonistes du film d'animation des studios Pixar, Le Monde de Dory. D'octobre à décembre 2016, il se produit, en duo avec Gad Elmaleh, dans le spectacle Tout est possible en tournée et pour 8 représentations à l'AccorHotels Arena. Le 24 novembre, M6 retransmet en direct, depuis Bercy, le show qui attire plus de 4 millions de téléspectateurs. Le Sketch « Les Chinois » suscite une polémique alors qu'un journaliste indépendant écrit qu'il risque d'entretenir des stéréotypes sur les Asiatiques, ainsi que lors de sa rediffusion sur W9 en 2018,.
L'année 2017 est marquée par le flop critique et commercial de la comédie potache Gangsterdam de Romain Lévy qui tentait de le faire glisser vers un humour plus trash. Quant à Tout là-haut de Serge Hazanavicius, qui tente de le faire passer à un registre plus émotionnel, le film déçoit au box-office.
En 2018, il joue dans un film américain et revient à un registre plus familial avec un second rôle dans la comédie L'Espion qui m'a larguée (The Spy Who Dumped Me) avec Mila Kunis et Kate McKinnon.
En France, il partage l'affiche de la comédie romantique Love Addict, avec Mélanie Bernier, sous la direction d'un ancien auteur de Soda, Frank Bellocq. Le film attire environ 700 000 spectateurs.
En 2019, il double la voix de Gomez Addams dans le film d'animation La Famille Addams. En novembre 2019, il devient membre du jury de l'émission présentée par Camille Combal, Mask Singer sur TF1. Le 28 décembre 2019, TF1 diffuse en direct depuis le zénith de Nantes, le spectacle Sois 10 ans après une tournée française de 120 dates, dans lequel l'artiste évoque ses dix ans de carrière. Le spectacle séduit plus de 3,2 millions de téléspectateurs. S'ensuit, en 2020, une tournée internationale, notamment aux États-Unis, à Londres et à Sydney.
En 2021, il intègre la troupe des Enfoirés, avec Vianney et Alice Taglioni. La même année, il joue le rôle principal dans son film Haters.
Après une série de rôles dans des films à succès, il devient l’acteur principal et le scénariste du film Maison de retraite, de Thomas Gilou. À sa sortie, en 2022, le film a généré plus de 2 millions d’entrées au box-office et a été plébiscité dans sa manière d’aborder, sous angle comique, le quotidien du troisième âge. La suite, Maison de retraite 2 de Claude Zidi Jr, est  projetée en avant-première le 14 février 2024 et diffusée à l’ouverture du 27e Festival International du Film de Comédie de l’Alpe d’Huez.

### Vie privée
En 2014, Kev Adams a une relation de quelques mois avec la candidate de télé-réalité et chroniqueuse Capucine Anav,.
En 2017, il est en couple avec Iris Mittenaere, puis tous deux se séparent après un an de vie commune.
En 2019, il fonde un fast-food appelé « Jak Healthy », situé rue de Rivoli à Paris, qui fermera définitivement en 2023.

## Polémiques

### Polémique autour du projet du filmPlush
En 2022, Kev Adams lance un projet de production au financement participatif d'un long-métrage nommé Plush via l'achat d'un NFT d’ours vedettes du film pour plus de 1000 euros. En 2023, une enquête de Mediapart révèle que le projet porté par une société opaque à Dubaï est au point mort et que plus de 700 contributeurs auraient perdu plus d'un million d'euros dans le projet du film,. L'humoriste se défend d'avoir organisé ce projet et prétend n'avoir accepté que de prêter sa voix à un film d'animation. Il affirme également n'avoir reçu aucune contrepartie financière pour la promotion du projet.

### Critiques du sketch «les Chinois»
Le 4 décembre 2016, M6 diffuse le sketch « les Chinois » de Kev Adams et Gad Elmaleh en prime time. Lors de ce sketch, Kev Adams apparait grimé en costume traditionnel chinois avec une longue natte. Il reproduit un accent asiatique stéréotypé, plissant les yeux et riant de manière idiote, reprenant quelque peu le style et la gestuelle de Michel Leeb.
Plusieurs tribunes, dont l'une de Dominique Sopo, président de SOS Racisme, dénoncent le caractère raciste de sketch, qui reprend de nombreux clichés du racisme anti-asiatique,. Des articles de presse sont écrits après la diffusion ou rediffusion de ce sketch, ce qui contribue à la visibilité des discriminations subies au quotidien par les personnes asiatiques en France,. À la suite de cette polémique, une campagne lancée par le Collectif asiatique décolonial réclame le retrait des contenus de Gad Elmaleh sur Netflix, à travers le hashtag #GadElmalehOutOfNetflix.

## Filmographie
Sauf indication contraire, les informations mentionnées dans cette section peuvent être confirmées par les bases de données cinématographiques IMDb et Allociné,  présentes dans la section « Liens externes ».

### Acteur

#### Cinéma
- 2000 : Cours toujours de Dante Desarthe : Paco, enfant
- 2008 : LOL (Laughing Out Loud) de Lisa Azuelos : un figurant
- 2011 : Et soudain, tout le monde me manque de Jennifer Devoldère : lui-même
- 2013 : Les Profs de Pierre-François Martin-Laval : Thierry Boulard
- 2013 : Kidon d'Emmanuel Naccache : Antoine Simon alias Facebook
- 2014 : Fiston de Pascal Bourdiaux : Alex
- 2015 : Les Profs 2 de Pierre-François Martin-Laval : Thierry Boulard
- 2015 : Les Nouvelles Aventures d'Aladin d'Arthur Benzaquen : Aladin / Sam
- 2016 : Amis publics d'Édouard Pluvieux : Léo Perez
- 2017 : Un sac de billes de Christian Duguay : Ferdinand
- 2017 : Rock'n Roll de Guillaume Canet : lui-même
- 2017 : Gangsterdam de Romain Levy : Ruben
- 2017 : Loue-moi ! de Coline Assous et Virginie Schwartz : Sébastien
- 2017 : Tout là-haut de Serge Hazanavicius : Scott Ferret
- 2018 : Love Addict de Frank Bellocq : Gabriel
- 2018 : L'Espion qui m'a larguée (The Spy Who Dumped Me) de Susanna Fogel : Lukas, le chauffeur de taxi
- 2018 : Alad'2 de Lionel Steketee : Aladin / Sam
- 2019 : All Inclusive de Fabien Onteniente : l’homme à l’aéroport
- 2021 : Haters de Stéphane Marelli : Thomas le Lama
- 2022 : L'amour c'est mieux que la vie de Claude Lelouch : Kev
- 2022 : Maison de retraite de Thomas Gilou : Milann Rousseau
- 2022 : Happy Nous Year de Frank Bellocq : Gaël
- 2023 : Comme par magie de Christophe Barratier : Victor
- 2024 : Maison de retraite 2 de Claude Zidi Jr. : Milann Rousseau
- 2025 : Certains l'aiment chauve de Camille Delamarre : Zacharie
- 2025 : Le Jour G de Claude Zidi Jr. : Denis Porte

#### Doublage
- 2012 : Le Lorax (Dr. Seuss'the Lorax) de Chris Renaud : Ted (doublage français)
- 2012 : Ronal le Barbare (Ronal the Barbarian) de Thorbjørn Christoffersen : Ronal (doublage français)
- 2013 : Les Croods (The Croods) de Chris Sanders et Kirk DeMicco : Guy (doublage français)
- 2016 : Le Monde de Dory (Finding Dory) d'Andrew Stanton et Angus MacLane : Bailey, le Béluga (doublage français)
- 2017 : Drôles de petites bêtes (Tall Tales from the Magical Garden of Antoon Krings) d'Arnaud Bouron : Loulou, le pou (version originale)
- 2019 : La Famille Addams (The Addams Family) de Conrad Vernon et Greg Tiernan : Gomez Addams (doublage français)
- 2021 : La Famille Addams 2 (The Addams Family 2) de Conrad Vernon et Greg Tiernan : Gomez Addams  (doublage français)

#### Télévision

##### Téléfilms
- 2014 : Soda : Un trop long week-end de Jean-Michel Ben Soussan : Adam Fontella
- 2015 : Soda : Le Rêve américain de Nath Dumont : Adam Fontella
- 2022 : 1h30 Max de Léo Grandperret : Kevin
- 2023 : Anniversaire surprise chez les Bodin's de Julien Bloch : Lui-Même

##### Séries télévisées
- 2011-2015 : Soda : Adam Fontella (692 épisodes)
- 2013 : C'est la crise ! : Kev Adams (1 épisode)
- 2017 : Children of the Machine : Jack (1 épisode)
- 2017 : SuperHigh : David
- 2018 : Le Monde selon Kev : lui-même (voix)
- 2022 : @venir, mini-série de Frank Bellocq : Eliott Martin

#### Clips
- 2014 : Mme Pavoshko de Black M
- 2014 : Kiss and Love de Sidaction
- 2015 : Cheap Sunglasses de Julian Perretta
- 2015 : Le Prince Aladin de Black M

### Scénariste
- 2016 : Amis publics d'Édouard Pluvieux
- 2017 : SuperHigh (série télévisée)

### Producteur
- 2017 : Loue-moi ! de Coline Assous et Virginie Schwartz
- 2017 : Tout nous sépare de Thierry Klifa
- 2019 : Andy de Julien Weill
- 2020 : Belle Fille de Méliane Marcaggi
- 2021 : Maison de retraite de Thomas Gilou
- 2024 : Maison de retraite 2 de Claude Zidi Jr.

## Émissions de télévision

### Participant
- 2001-2010 : Attention à la marche ! (TF1)
- 2010-2011 : On n'demande qu'à en rire (France 2)
- 2014 : Qui allez-vous croire ? (NRJ 12)
- 2020 : Tous en cuisine, en direct avec Cyril Lignac (M6)
- 2020 : District Z (TF1)
- 2020 : La Grande Incruste (TF1)
- 2024 : L’Humour à la plage (TF1) : Animateur

### Juré
- Depuis 2019 : Mask Singer (TF1)

## Spectacles
Sauf indication contraire ou complémentaire, les informations mentionnées dans cette section peuvent être confirmées par la base de données Les Archives du spectacle.
- 2010-2012 : The Young Man Show
- 2013-2015 : Voilà, Voilà !
- 2016 : Tout est possible (avec Gad Elmaleh)
- 2018-2019 : Sois 10 ans
- 2022: le vrai moi
- 2023  : Miroir (en rodage durant l'année 2022

## Publicités
- Mutuelle assurance MACIF[57]
- Banque Crédit Agricole[58]
- Jeu vidéo Tomodachi Life[59],[60]

## Publication
- Kev Adams, Photo Book et confidences, Le Cherche-Midi, 2019, 144 p. (lire en ligne).